# Ava (Illinois)
Pour les articles homonymes, voir Ava.
Ava est une ville du comté de Jackson, dans l'Illinois, États-Unis. Sa population était de 662 habitants au recensement de 2000. 

## Géographie
Selon le bureau du recensement des États-Unis, la ville a une superficie totale de 2,8 km2 (1,1 mi2). 2,7 km2 (1,1 mi2) de terres et de 0,93 % en ce qui concerne les surfaces aquatiques.

## Démographie
Au dernier recensement de 2000, il y avait 662 personnes, 282 ménages, et 192 familles résidant dans la ville. La densité de la population était de 241,1/km ². de logement à une. 
La composition raciale de la ville était de: 
- 98,94 % blancs
- 0,30 % indiens
- 0,15 % autres "races"
- 0,76 % hispaniques ou latino

Il y avait 282 ménages dont 31,9 % avaient des enfants âgés de moins de 18 ans vivant avec eux, 55,0 % étaient des couples mariés vivant ensemble, 8,9 % étaient des femmes célibataires. 28,0 % de tous les ménages étaient constitués d'une personnes et 19,1 % des habitants vivants seuls, étaient âgés de 65 ans ou plus. La taille moyenne des ménages est de 2,35 et la taille moyenne de la famille était de 2,89. Pourcentage de la population de Ava par tranche d'âge:
- 24,9 % ont moins de 18 ans
- 6,8 % ont de 18 à 24
- 26,7 % ont de 25 à 44 ans
- 23,3 % de 45 à 64
- 18,3 % sont âgés de 65 ans ou plus.

L'âge médian était de 38 ans. Pour 100 femmes, il y avait 93,6 hommes. 
Pour 100 femmes de 18 ans et plus, il y avait 88,3 hommes. 
Le revenu médian d'un ménage de la ville était de $ 24,750, et le revenu médian pour une famille était de $ 36364. Les hommes avaient un revenu médian de 32 344 $ contre 22 500 pour les femmes. Le revenu par habitant de la ville était de 16 324 $. 
12,6 % des familles et 14,4 % de la population vivait au-dessous du seuil de pauvreté, dont 16,6 % de personnes de moins de 18 ans et 14,9 % des personnes de 65 ans ou plus.